# Gua Musang (district)
Gua Musang is een district in de Maleisische deelstaat Kelantan.
Het district telt 90.000 inwoners op een oppervlakte van 8100 km².